# Juan Romagnoli
Juan Bautista Romagnoli (Buenos Aires, Argentina, 20 de junio de 1996) es un futbolista argentino. Juega como extremo y su equipo actual es Club Cienciano de la Liga 1 del Perú. Es hijo de Marcelo Romagnoli.

## Trayectoria
Comenzó su carrera los 13 años cuando fue descubierto por cazatalentos que lo llevaron a probarse en Europa, específicamente en el West Ham United de Inglaterra, donde estuvo pocas semanas. Al año siguiente decidió probar suerte en el Real Madrid de España, sin embargo la edad y el estar lejos de su hogar lo hizo regresar a la Argentina para fichar por Vélez Sarsfield, en aquel equipo estuvo en las inferiores y también alterno partidos en las reservas, pero nunca tuvo oportunidades de debutar en el plantel principal, ya que fue vendido al Alcorcón en el cual estuvo en el equipo B.
En 2017 llegó al CD Toledo en donde estuvo hasta el final del año 2018. Después recayó jugando una temporada en el Júpiter Leonés de la Segunda División B de España, en aquel torneo llegó a disputar un total de 29 partidos, pero solo llegó a marcar un gol.
En el 2019 fue fichado por el Cienciano para disputar la Segunda División de Perú, allí obtuvo el ascenso a la Primera División al quedar campeón de la Liga 2 de 2019. En la Liga 1 2020, logró anotar 4 goles en 8 partidos, la poca cantidad de partidos fue debido a una lesión.

## Clubes
| Club            | País      | Año         | Partidos | Goles |
| --------------- | --------- | ----------- | -------- | ----- |
| Vélez Sarsfield | Argentina | 2015        | -        | -     |
| Alcorcón B      | España    | 2015 - 2017 | -        | -     |
| Toledo          | España    | 2017 - 2018 | 26       | 1     |
| Júpiter Leonés  | España    | 2018        | 3        | 1     |
| Cienciano       | Perú      | 2019 - 2021 | 45       | 18    |
| Querétaro       | México    | 2021 - 2022 | 22       | 1     |
| Cienciano       | Perú      | 2023 -      | 26       | 3     |

## Palmarés

### Campeonatos nacionales
| Título | Club      | País | Año  |
| ------ | --------- | ---- | ---- |
| Liga 2 | Cienciano | Perú | 2019 |

### Distinciones individuales
| Distinción                                                                  | Año  |
| --------------------------------------------------------------------------- | ---- |
| Preseleccionado como delantero en el mejor once de la Liga 1 según la SAFAP | 2021 |